# 國家克里姆林宮
國家克里姆林宮或克里姆林宫国家大礼堂（俄语：Государственный Кремлёвский Дворец），又稱克里姆林會議宮，是莫斯科克里姆林宮內的一座大型現代建築。國家克里姆林宮的修建目的是為蘇聯共產黨及最高蘇維埃提供一個現代的開會場地。

## 历史
國家克里姆林宮於1959年開始建設，在1961年10月17日開始使用，召开了苏联共产党第二十二次代表大会。國家克里姆林宮實際上有近一半的部分位於地下。除了會議之外，國家克里姆林宮也經常用來舉辦演唱會等文藝活動。